# Girvin (Texas)
Girvin ist eine Siedlung auf gemeindefreiem Gebiet (unincorporated community) im Pecos County im US-Bundesstaat Texas.

## Geographie

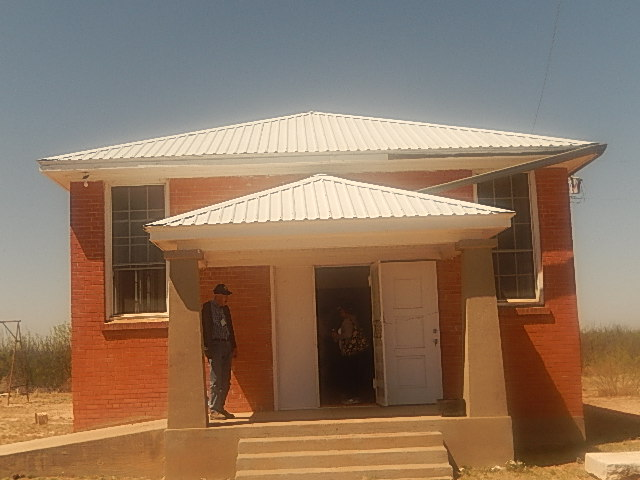
Das ehemalige Schulgebäude dient heute als Versammlungsraum

Girvin liegt im mittleren Westen von Texas, 51 Kilometer nordöstlich von Fort Stockton in der Nähe des Pecos River an der Kreuzung des U.S. Highway 67 und der Farm Road 11 in einer Höhe von 709 Metern über dem Meeresspiegel.

## Geschichte
Der Ort hieß ursprünglich Granada, als in den 1890er Jahren erste Siedler in das Gebiet kamen. Um 1900 wurde der Ort umbenannt in Girvin nach dem bedeutendsten Rancher der Gegend, John H. Girvin. 1912 erreichte die Eisenbahntrasse der Kansas City, Mexico and Orient Railway den Ort, der sich um den Bahnhof herum ausbreitete. Ein Jahr später wurde ein Postamt eröffnet, in den nächsten Jahren eine Schule. 1924 hatte Girvin 15 Einwohner, einen Einkaufsladen, ein Hotel und eine Gaststätte und diente als Nahversorgungszentrum der umliegenden Ranches und Farmen.

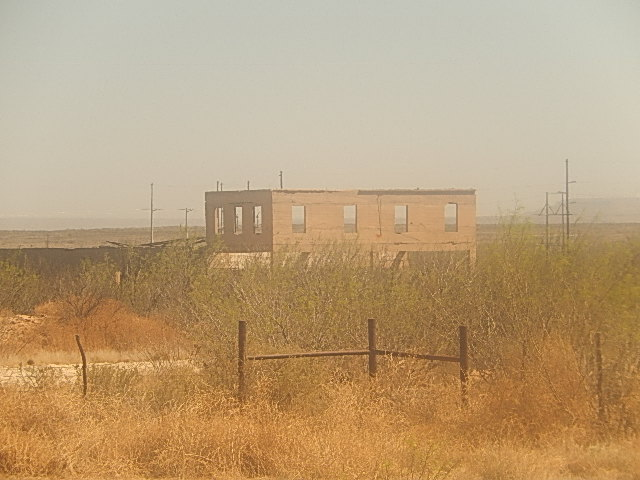
Aufgegebenes Gebäude in Girvin

Mit der Entdeckung des Yates Ölfeldes 1926 entwickelte sich Girvin zu einem Versorgungspunkt für die umliegenden Ölförderstellen und wurde 1929 an das Elektrizitätsnetz angeschlossen. Das zunächst in den 1920er Jahren aus Holz errichtete Schulgebäude wurde 1930 durch ein gemauertes Gebäude ersetzt. In unmittelbarer Nähe des Ortes entstand 1931 eine Fabrik zur Salzgewinnung.
Als 1933 der US Highway 67 an Girvin vorbei gebaut wurde, verlor der Ort an Bedeutung, und die Bevölkerungszahl sank auf 75 im Jahre 1939. Am Highway entstand ein neuer Siedlungskern, der ebenfalls Girvin genannt wurde. Den Frachtverkehr nach Girvin stellte die Eisenbahngesellschaft 1944 ein, mit Schließung des Bahnhofs 1955 auch den Personenverkehr. 1963 hatte Girvin noch 30 Einwohner insgesamt, und 1967 wurde der ursprüngliche Ort Girvin aufgegeben, so dass nur noch die Siedlung am US Highway bestand. 2000 lebten in Girvin etwa 30 Personen.